# Любаша (фильм)
«Любаша» — советский художественный фильм 1978 года, снятый режиссёром Александром Муратовым по одноимённой повести Василия Матушкина на Киевской киностудии им. А. П. Довженко.
Премьера фильма состоялась 13 февраля 1979 года. Фильм посмотрели 5,4 млн зрителей.

## Сюжет
Четырнадцатилетняя девочка Люба Егорова во время Великой Отечественной войны становится почтальоном и поддерживает свою семью. Возвращение отца с фронта и хорошие новости от друга Николки приводят к радостному завершению истории.

Зима 1943 года. Небольшая деревня в Рязанской области… Хрупкая девочка-подросток с трудом пробирается по занесённым снегом тропинкам, чтобы порадовать односельчан письмами с фронта. Тяжела сумка Любаши Егоровой, но маленький почтальон не чувствует усталости. Она хорошо знает, как ждут в деревне этих весточек. Ведь и её отец—солдат. Нечасты фронтовые письма, но сколько радости приносят они в дом! Их с нетерпением разворачивают, медленно читают вслух… Чтобы послушать очередное письмо фронтовика, приходят в дом родственники, друзья, знакомые.
Но не всем суждено дождаться хороших вестей. Вместе с солдатскими треугольниками почта приносит извещения о смерти тех, кого знала Любаша с самого детства.
— А. Иванов, журнал «Советский экран», №12, 1979 год

## В ролях
- Елена Холодова — Люба «Любаша» Егорова, старшая сестра
- Николай Лаврентьев — младший брат Любаши
- Сергей Белов — младший брат Любаши
- Татьяна Фирсик — Марийка, младшая сестра Любаши
- Фёдор Панасенко — Флегонт Якимович, украинец, родом с Полтавщины, инвалид, председатель колхоза
- Мария Маркова — баба Мартена, соседка Любаши
- Сергей Кичигин — Николка, сын Сергеевны
- Борис Бронников — Андрей Егоров, отец Любаши, сапер
- Ирина Бразговка — Настя, молодая женщина, солдатка с детьми
- Светлана Зайцева — тётка Полина

## Съёмочная группа
- Режиссёр: Александр Муратов
- Сценаристы: Василий Матушкин, Александр Муратов
- Оператор: Александр Яновский
- Художник: Михаил Раковский
- Звукорежиссёр: Зоя Копыстинская

В фильме звучат русские народные песни, исполненные фольклорным ансамблем Росконцерта (в обработке Дмитрия Покровского).

## Фестивали
Второй приз по разделу детских фильмов разделён между фильмами «Недопёсок Наполеон III» и «Любаша» на Всесоюзном кинофестивале в Ашхабаде (1979).